# Озерцо (Волынская область)
Озерцо́ (укр. Озерце) — село в Луцкой городской общине Луцкого района Волынской области Украины.
До 2020 года входило в Киверцовский район.
Код КОАТУУ — 0721885001. Население по переписи 2001 года составляет 416 человек. Почтовый индекс — 45242. Телефонный код — 3365. Занимает площадь 1,166 км².